# Ultranotícias
Ultranotícias foi um telejornal brasileiro exibido pela TV Tupi e a TV Globo.
O programa era produzido pela agencia de publicidade McCann Erickson, que possui a conta das empresas Ultralar e Ultragás, patrocinadoras do telejornal (por isso o nome "ultra", pois neste período os telejornais tinham alguma identificação nominativa com os patrocinadores). Como procedimento na época, a agência formatava as notícias, com ajuda da United Press International, com imagens da CBS News, e entregava o conteúdo pronto para as emissoras.
Na Tupi, foi o telejornal que substituiu o Repórter Esso e sendo sucedido pelo Grande Jornal, sendo apresentado por Ribeiro Filho e era transmitido aos domingos, às 20h.
Na Globo, era apresentada por Paulo Gil, Hilton Gomes e Irene Ravache e foi substituído pelo antigo Jornal da Globo . Nesta emissora, com a contratação de Armando Nogueira no comando do jornalismo da empresa, em 1966, a metodologia da produção de programas por agencia de publicidades foi logo abandonada.